# Дисконт (банк)
Банк Дисконт (івр. בנק דיסקונט לישראל בע"מ‎, англ. Israel Discount Bank) — один з трьох найбільших банків Ізраїлю, має 260 філій.

## Історія
Заснований 5 квітня 1935 як Палестинський обліковий банк (англ. Eretz Yisrael Discount Bank/Palestine Discount Bank) Леоном Реканаті, новим іммігрантом з Греції, який був главою єврейської громади міста Салоніки, і його партнерами Йосефом Альбо і Моше Карассо. Це були роки економічного буму в Ізраїлі, що досяг піку в 1934 році з початком П'ятої алії, в результаті чого кількість банків у країні зросла до шістдесяти.
У 1950-ті став другим за величиною банком в Ізраїлі завдяки масовому відкриттю нових відділень по всьому Ізраїлю і продовженню годин роботи у зручний для клієнтів вечірній час. Банк Дисконт першим в Ізраїлі почав комп'ютеризацію операцій, за що 1964 року був удостоєний Премії Каплана. У цей же період банк почав пропонувати клієнтам кредитні картки франшизи Diners Club International. Він був також першим банком, що випустив свої акції у відкритий продаж. Крім того, він заснував Інвестиційну корпорацію Дисконт (Scitex, Elbit).